# Szavivanszavangmanivong laoszi királyi hercegnő
Szavivanszavangmanivong (Luangprabang, 1933 – Nizza, 2007. január 5.) laoszi királyi hercegnő, aki az 1975-ös kommunista hatalomátvétel után a haláláig franciaországi száműzetésben élt.

## Élete
Szavangvatthana laoszi király és Kampuji királyné idősebbik lánya; hat gyermekük közül a második. Luangprabangban, Franciaországban és Angliában tanult, majd apja udvarában töltött be pozíciót, míg az ország 1975-ben kommunista uralom alá nem került. A hercegnő száműzetésben élt Nizzában, ahonnan továbbra is politikai nyomást gyakorolt a laoszi kommunista rezsimre a laoszi nők emberi jogainak figyelembevételéért. A következő, 2006. április 7-én közzé tett, tőle származó idézet is jól példázza ezt a küzdelmet:
„Jelenleg mi, laoszi nők biztonságosan letelepedtünk más országokban, de gyakran gondolok azokra, akik még mindig hazánkban élnek és mindennap nehézségekkel és bonyodalmakkal kell szembenézniük életükben. Mindent meg kell tenniük, hogy ők és családjaik életben maradhassanak. Ehhez jönnek még a riasztó új veszélyek, amelyek a lao nőket fenyegetik, köztük az AIDS és a Laoszban mindenfelé elterjedő kábítószerek.”

## Családja
Szavivanszavangmanivong hercegnő apai nagybátyjához, Szisumangmanivong herceghez (1932. február 24. –), Sziszavangvong laoszi király tizenkilencedszülött fiához ment feleségül, aki a rokoni kapcsolat ellenére is csak egy évvel volt idősebb nála. A házasságukból 10 gyermek gyermek született.

## Fordítás
- Ez a szócikk részben vagy egészben  a   Savivanh Savang című angol Wikipédia-szócikk fordításán alapul.  Az eredeti cikk szerkesztőit annak laptörténete sorolja fel. Ez a jelzés csupán a megfogalmazás eredetét és a szerzői jogokat jelzi, nem szolgál a cikkben szereplő információk forrásmegjelöléseként.